# Primera Federación (Frauenfußball)
Die Primera Federación de Fútbol Femenino, auch bekannt unter dem Sponsornamen Reto Iberdrola, ist die zweithöchste Spielklasse im spanischen Frauenfußball. Sie wird seit 2001 mit wechselnden Modi und Teilnehmerzahlen ausgetragen. Die Liga untersteht dem spanischen Fußballverband.

## Geschichte
Die zweite spanische Spielklasse im Frauenfußball wurde im Jahr 2001 mit dem Namen Primera Nacional de Fútbol Femenino ins Leben gerufen. Die Gründung ging einher mit einer weitreichenden Umstrukturierung des spanischen Ligasystems im Frauenfußball. Die División de Honor, an der in der Saison 2000/01 56 Mannschaften in vier Gruppen teilgenommen hatten, wurde aufgelöst. An ihre Stelle trat die neu geschaffene Superliga de fútbol femenino als höchste Spielklasse. Die Superliga wurde zu Beginn aus 11 Mannschaften gebildet, die in einer einzigen Gruppe ein Rundenturnier mit Hin- und Rückspiel austrugen um den Meister sowie den spanischen Teilnehmer am ebenfalls neu geschaffenen UEFA Women’s Cup zu ermitteln. Die zweite Spielklasse hingegen startete mit 74 Mannschaften in sechs Gruppen (bestehend aus 10–14 Teilnehmern).
Im Jahr 2011 kam eine siebte Gruppe hinzu und die Anzahl der Teilnehmer wurde auf 94 aufgestockt, der Name der Liga wurde auf Segunda División geändert. Mit wenigen Modifikationen wurde die zweite Spielklasse fortan als Rundenturnier mit sieben Gruppen ausgetragen. Im Anschluss an den Grunddurchgang bestritten die Gruppensieger sowie zuweilen auch der beste Gruppenzweite ein Playoff um den Aufstieg. Die nächste Reform der zweiten Spielklasse fand 2019 statt, die Liga wurde nun auf 32 Teilnehmer reduziert, die in zwei Gruppen (Nord und Süd) aus jeweils 16 Mannschaften spielten. Der Meister jeder Gruppe stieg in die Primera División auf während die zwei Gruppenletzten in die erstmals unter der Schirmherrschaft des spanischen Verbandes landesweit ausgetragenen Primera Nacional als dritte Spielklasse abstiegen.
Eine weitere Reform fand vor der Saison 2022/23 statt. Die Segunda División wurde in Primera Federación de Fútbol Femenino umbenannt, zumal es sich nach der Professionalisierung der Primera División nun um die höchste vom spanischen Fußballverband organisierten Liga handelt. Der Wettbewerb wird gegenwärtig in einer Gruppe bestehend aus 14 Mannschaften als Rundenturnier mit Hin- und Rückspiel ausgetragen. Die erstplatzierte Mannschaft steigt in die Primera División auf, während die Teams auf den Rängen zwei bis fünf ein Play-off um einen weiteren Aufstiegsplatz austragen.

## Teilnehmer 2025/26
| Klub                       | Stadt                  | Stadion                                        | Kapazität |
| -------------------------- | ---------------------- | ---------------------------------------------- | --------- |
| Deportivo Alavés Gloriosas | Vitoria-Gasteiz        | Ciudad Deportiva José Luis Compañón            | 2500      |
| Fundación Albacete         | Albacete               | Ciudad Deportiva Andrés Iniesta                | 3000      |
| FC Barcelona B             | Barcelona              | Ciutat Esportiva Joan Gamper                   | 1343      |
| CP Cacereño                | Cáceres                | Estadio Manuel Sánchez Delgado                 | 4000      |
| CE Europa                  | Barcelona              | Nou Sardenya                                   | 4000      |
| Fundación CDT              | Santa Cruz de Tenerife | Ciudad Deportiva de Tenerife Javier Pérez      | 1632      |
| SE AEM Lleida              | Lleida                 | Camp Municipal Recasens                        | 900       |
| Atlético Madrid B          | Madrid                 | Estadio Cerro del Espino                       | 3376      |
| Real Madrid B              | Madrid                 | Ciudad Real Madrid Campo 11                    | 3000      |
| CA Osasuna                 | Pamplona               | Ciudad Deportiva de Tajonar                    | 2000      |
| Real Oviedo                | Oviedo                 | Complejo Deportivo José Ramón Suarez Fernández | 950       |
| Betis Sevilla              | Sevilla                | Ciudad Deportiva Luis del Sol                  | 1300      |
| FC Valencia                | Valencia               | Estadio Antonio Puchades                       | 3000      |
| FC Villarreal              | Villarreal             | Ciudad Deportiva José Manuel Llaneza           | 3500      |

## Chronologie der Aufsteiger
| Saison  | Aufsteiger in die erste Spielklasse                                        |
| ------- | -------------------------------------------------------------------------- |
| 2001/02 | Leioa EFT 1                                                                |
| 2002/03 | SD Lagunak, Rayo Vallecano                                                 |
| 2003/04 | FC Barcelona                                                               |
| 2004/05 | Transportes Alcaine, Gijón FF                                              |
| 2005/06 | Atlético Madrid, Sporting Huelva, Real Sociedad 2                          |
| 2006/07 | UE L’Estartit, DSV Colegio Alemán 3                                        |
| 2007/08 | SD Lagunak, FC Barcelona, FC Pozuelo de Alarcón, Atlético Málaga 4         |
| 2008/09 | Oviedo Moderno 5, UD Collerense, Eibar-Eibartarrak 6, Atlético Jiennense 7 |
| 2009/10 | SD Reocín, CE Sant Gabriel                                                 |
| 2010/11 | FVPR El Olivo, SPC Llanos de Olivenza 8                                    |
| 2011/12 | FC Levante Las Planas, FC Sevilla                                          |
| 2012/13 | FC Granada, Oviedo Moderno 9                                               |
| 2013/14 | Santa Teresa CD, Fundación Albacete                                        |
| 2014/15 | Oiartzun KE, UD Granadilla Tenerife                                        |
| 2015/16 | Betis Sevilla, UD Tacuense 10                                              |
| 2016/17 | FC Sevilla, Madrid CFF                                                     |
| 2017/18 | EdF Logroño, FC Málaga                                                     |
| 2018/19 | Deportivo La Coruña, CD Tacón 11                                           |
| 2019/20 | SD Eibar, Santa Teresa CD                                                  |
| 2020/21 | Deportivo Alavés Gloriosas, FC Villarreal                                  |
| 2021/22 | Alhama CF, FC Levante Las Planas                                           |
| 2022/23 | SD Eibar, FC Granada                                                       |
| 2023/24 | Deportivo La Coruña, Espanyol Barcelona                                    |
| 2024/25 | Alhama CF, DUX Logroño                                                     |